# La Madone Dreyfus
La Madone Dreyfus (parfois appelée La Vierge à la grenade) est un tableau représentant une Vierge à l'Enfant. Le tableau a été peint à l'intérieur de l’atelier de Verrocchio dans les années 1470-1472. La Madone Dreyfus est conservée à la National Gallery of Art de Washington.

## Éléments historiques
Le tableau appartenait au collectionneur d'art Gustave Dreyfus (1837-1914) qui a donné son nom au tableau. Il provenait peut-être de la collection du peintre et critique d’art Charles Timbal, que Gustave Dreyfus avait acquise dans la tourmente des événements de la Commune en 1871. Toutefois, dans l’inventaire de la vente de 1871, aucun  tableau n’est présenté comme provenant du cercle de Verrocchio. Les héritiers de Gustave Dreyfus vendent le tableau en 1930 à Joseph Duveen, un antiquaire et marchand de tableaux. En 1951, le collectionneur Samuel Kress achète La Madone Dreyfus et en fait don l’année suivante à la National Gallery of Art de Washington.

## Description
La Madone Dreyfus est un tableau de petites dimensions (15,7 × 12,8 cm), typique, comme l’a souligné Zöllner des petits tableaux de dévotion domestique de la seconde moitié du XVe siècle.
La Vierge dont les cheveux sont enveloppés d'un voile transparent qui tombe sur ses épaules, tient dans sa main gauche une grenade. L’Enfant Jésus, très potelé, est debout sur les genoux de sa mère et il semble avoir pris un morceau du fruit dans son poing  droit fermé qu'il tend à sa mère comme son regard.
Les deux personnages sont auréolés discrètement. Les ouvertures à droite et à gauche laissent voir un paysage de collines parsemées d'arbres et de montagnes au loin. 

## Analyse
La  grenade est le symbole de la Passion du Christ. Ce genre de composition, avec l'Enfant Jésus debout (souvent sur un parapet) provenait de Venise, et tout particulièrement de l’atelier de Giovanni Bellini. L’atelier de Verrocchio l'avait déjà repris : dans La Vierge à l’Enfant de Berlin (Staatliche Museem Gemäldegalerie), celle de Francfort-sur-le-Main (Stadelsches Kunstinstitut), et celle du musée Jacquemart-André de Paris.

## Attribution
Le premier à attribuer le tableau à Léonard de Vinci fut Wilhelm Suida en 1929. L’attribution ne peut se faire que sur des données stylistiques. En effet, aucun document ne permet de retracer l’histoire du tableau avant son apparition au XIXe siècle. Aucun des premiers biographes de Léonard de Vinci n’y  fait non plus allusion. L’attribution à Léonard est reprise plus tard par Daniel Arasse. Pour lui, « Léonard intensifie la relation entre les deux figures, instaurant un dialogue intime ». Janice Shell, Pietro. C. Marani, mettent en valeur « la combinaison de rouge, de vert sombre, de jaune, de bleu, ici et là de violet » pré-léonardienne. Pourtant aucune des empreintes de doigt que l’on trouve souvent dans les tableaux de Léonard de Vinci n’apparaissent ici. Le paysage est peu léonardien. Le corps de l'enfant, très allongé, disproportionné par rapport à sa tête, diffère de sa représentation dans la Madone à l'œillet, ou dans la Madonna Benois. Le tableau a été peint sur un panneau en chêne, alors que, pour ses autres tableaux, Léonard de Vinci utilise du bois de peuplier ou de noyer.
Les partisans de l’attribution à Lorenzo di Credi rapprochent le tableau de la Madone du musée de Camaldoli, due à Lorenzo, et d’une étude préparatoire à la pointe d’argent conservée à la Gemäldegalerie de Dresde, qui lui est attribuée. Une radiographie du tableau a montré que le paysage avait été peint plus tard que le reste de l'œuvre, semblant confirmer l’hypothèse d’un travail d’atelier auquel plusieurs peintres auraient collaboré.